# Mamaj-Moschee

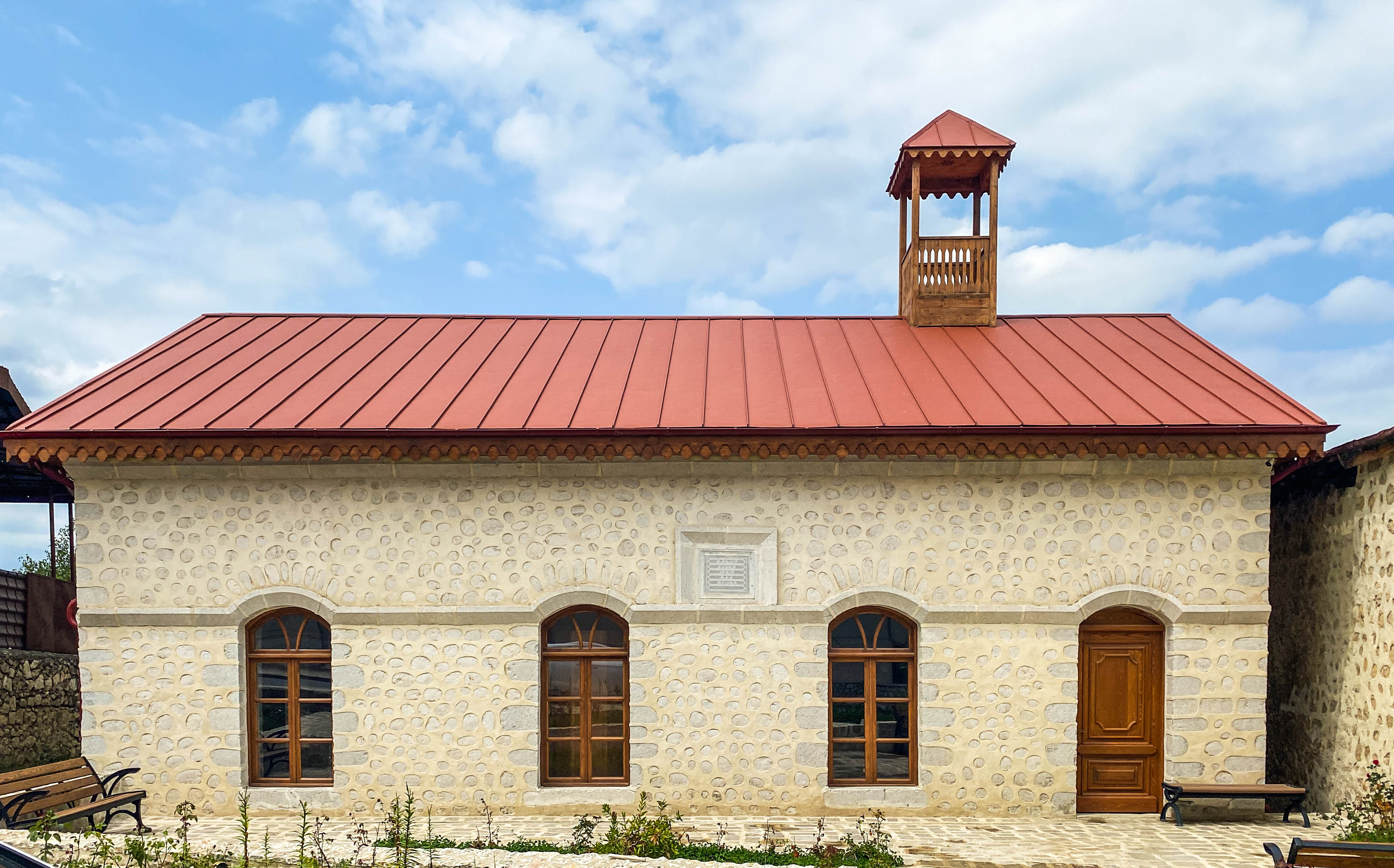
Şuşa, Mamaj-Moschee

Die Mamaj-Moschee (aserbaidschanisch Mamay məscidi) ist eine schiitisch-aserbaidschanische Moschee in Şuşa, in der Bergkarabach-Region von Aserbaidschan.

## Geschichte und Architektur
Die Mamaj-Moschee wurde Ende des 19. Jahrhunderts errichtet und war eine von 17 muslimisch-aserbaidschanischen Gebetshäusern in Şuşa. Sie befand sich im gleichnamigen Viertel der Stadt, einer der acht oberen Stadtteile, in der G. Asgarow Straße. Die Moschee verfügte über kein Minarett und hatte eine flache Hauptfassade mit einem asymmetrischen Eingang. Der Innenraum zeichnete sich durch eine dreischiffige Aufteilung der Gebetshalle durch Gewölbe und Spitzbögen aus, die wiederum von achteckigen Säulen getragen wurden. In der Sowjetzeit wurde die Moschee profaniert und als literarisches Zentrum genutzt. Ende der 1980er Jahre wurde sie gemeinsam mit der Oberen- und Unteren Gowhar-Agha Moschee sowie der Moschee von Saatli renoviert.
Im Mai 1992 wurde Şuşa von armenischen Truppen besetzt. Im November 2020 wurde die Stadt im Zuge des Krieges um Bergkarabach von aserbaidschanischen Einheiten zurückerobert.